# Луковичная глава
Лу́ковичная глава́ — разновидность купольного покрытия, имеющая форму барабана, завершённого луковицей. Отличается больши́м диаметром главы, превышающим диаметр барабана, а также преобладанием высоты над шириной. Наибольшее распространение имеет в русской и украинской храмовой архитектуре, но при этом используется также в некоторых католических церквях, встречается у мечетей и у индуистских храмов.

## Древнерусское зодчество
В отношении даты возникновения первых луковичных куполов историки расходятся во мнениях, так как в древнерусском зодчестве, судя по иконам домонгольского периода, что-либо подобное отсутствовало. Ошибочно предполагалось, что изначально главенствовали так называемые шлемовидные купола (по форме напоминающие шлем русского богатыря, что видно на примере Успенского собора во Владимире) и что луковичные купола получили массовую популярность только во времена правления Ивана Грозного (когда в честь взятия Казани был построен Покровский собор, в неизменном виде сохранившийся с шестнадцатого столетия).
Некоторые исследователи считают этот элемент заимствованным у мусульманских народов, другие[кто?] заключают, что луковичные главы развились из шатров древнерусской деревянной архитектуры (согласно этой теории, главы имели скорее практическое значение, нежели религиозное, и возводились с целью предотвращения скопления на крыше снега, однако, по непонятной причине не использовались на светских зданиях и жилых избах).
Изучением этой проблемы занимались многие учёные. Большое историческое значение имеют труды академика Бориса Рыбакова, который в 1946 году, анализируя древние рукописи, пришёл к выводу, что луковичные главы существовали на Руси ещё в XIII веке. Археолог Николай Воронин согласился с его мнением, отметив, что луковичная форма применялась даже чаще шлемовидной. Сергей Заграевский обнаружил упоминания о луковичных главах в летописях XII века.
Вероятно и распространение в православном строительстве в силу того, что такие купола похожи на зажжённые свечи, широко используемые во время церковных служб.
Исследователь Лидов отмечал, что для повсеместного (или, как минимум, достаточно широкого) распространения архитектурного элемента, имеющего чисто декоративный, не требующийся для устойчивости конструкции или освещения характер, но при этом требующего значительные усилия для его возведения, необходимо было наличие прототипа, который по каким-либо причинам возводился в пример не спонтанной модой в архитектуре, а достаточно резолютивно, если не в регламентном порядке со стороны администрации. Таким прототипом он видел форму металлических дарохранительниц Успенского собора Москвы (Большой и Малый сионы), созданных около 1486 г. Их форма, в свою очередь, заимствована у изначальной кувуклии (балдахина), сооруженной непосредственно над Гробом Господним в Иерусалиме и к настоящему времени не сохранившейся — её значительно перестроили крестоносцы XII в..

## Восточная архитектура
По мнению академика Новицкого, изложенному им в 1909 г., восточный купол (как персидский, так и индийский) хотя имеет другую форму, чем купол византийский, но тоже получает свою форму непосредственно от самой кладки. Он заключает, что, конструируя купол и свод, вообще никогда нельзя прийти к форме луковицы, так как свод не может принять формы луковицы. Все купола имеют обязательно такую форму, которая давала бы своду полную устойчивость. Форма же луковицы как раз обратна этому требованию и никакой устойчивости иметь не может. Она может быть исключительно декоративной формой и быть построена или в виде глухой главки, или же при
помощи стропил поставлена на барабан с окнами.

## Формы и образы
Число глав может равняться:
- одной, символизируя Единого Бога
- трём, символизируя Святую Троицу
- пяти (наиболее часто) — в честь Иисуса Христа и четырёх евангелистов
- семи — по числу таинств и смертных грехов[источник не указан 572 дня]
- девяти — по числу ангельских чинов
- тринадцати — в честь Иисуса Христа и 12 апостолов
- тридцати трём — по числу полных лет земного пребывания сына Божия
- или же определяется количеством престолов.

Наибольшее распространение в православной архитектуре имеют зелёный (символизирующий Троицу) и синий цвета глав, часто поверхность отделывается золотом, серебром, медью, муравленой черепицей, нержавеющей сталью или деревянными лемехами без покраски.

## Галерея
- Церковь Димитрия на Крови, Углич
- Собор Преображения, Маркем, Канада
- Луковичный купол перед установкой поверх барабана собора Никольского монастыря, Переславль-Залесский (2001 год)
- Золотые луковичные купола Богоявленского собора, Кострома (2003 год), XVI век
- Колокольня Сан-Ладзаро-дельи-Армени, Венеция (Италия) 1750 года
- Церковь Св. Николая в Гортиполе, Австрия

### Примеры куполов, не являющихся луковичными главами
- Тадж-Махал в Агре (Индия) — пример архитектуры Великих Моголов, XVII век
- Мечеть Байтуррахман Рая в Ачехе (Индонезия), XIX век